# Tahmima Anam
Tahmima Anam, född 8 oktober 1975 i Dhaka, är en bangladeshisk antropolog och författare.
Anam avlade kandidatexamen vid Mount Holyoke College 1997, masterexamen vid Royal Holloway, University of London 2005 och doktorsexamen vid Harvard University 2005. I sin doktorsavhandling behandlade hon Bangladeshs befrielsekrig, ett ämne till vilket hon återkom i debutromanen A Golden Age (2007). Boken fick ett positivt kritikermottagande, nominerades till Guardian First Book Award och belönades med Commonwealth Writers' Prize for Best Overall First Book.
År 2016 utnämndes hon till ledamot av Royal Society of Literature.